# Bassejávrre
Bassejávrre är en sjö i Sørfold kommun i Norge vars norskspråkiga namn är Litlverivatnet. Bassejávrre är den största sjön i Rago nationalpark. Tillflöden till Bassejávrre är främst smältvatten från glaciären Skråisen uppe på Lappfjellets norra sida. Avrinningsområdets storlek är 26,18 km2.
Sjön avvattnas av vattenfallet Litlverivassforsen som har en fallhöjd på drygt 200 meter och som är ett biflöde till Storskogelva/Nordfjordelva - ett vattendrag som mynnar i Nordfjorden.
En vandringsled som börjar och slutar i Lakshol 4 km väster om sjön passerar Bassejávrres utlopp via en bro och där får man en magnifik vy mot Storskogdalen 230 meter nedanför.
"Basse" på lulesamiska betyder helig eller offer - det framgår inte vilken av betydelserna som ligger till grund för sjöns namn - Den heliga sjön eller Offersjön?

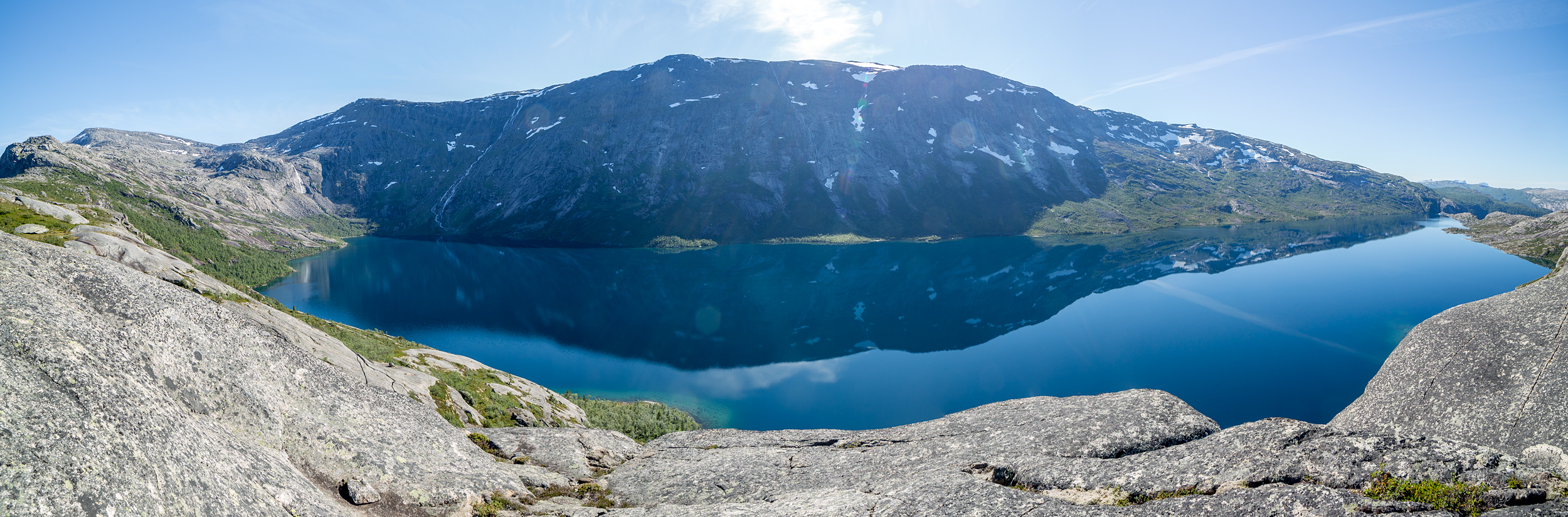
Panorama över Bassejávrre - vy mot Lappfjellet i söder.
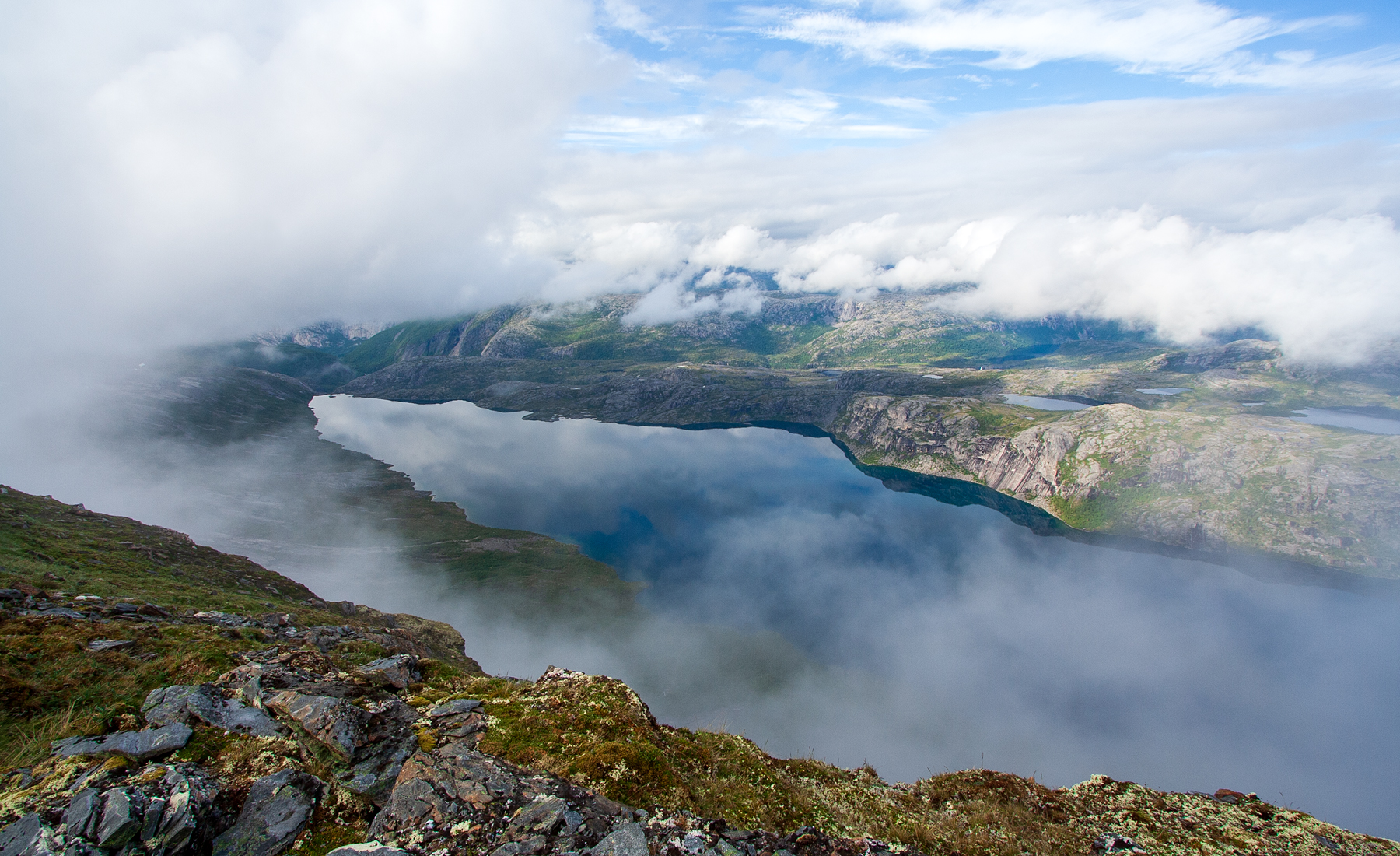
Bassejávrre - vy från Linnéruta vid Boadnjásjroahtte.
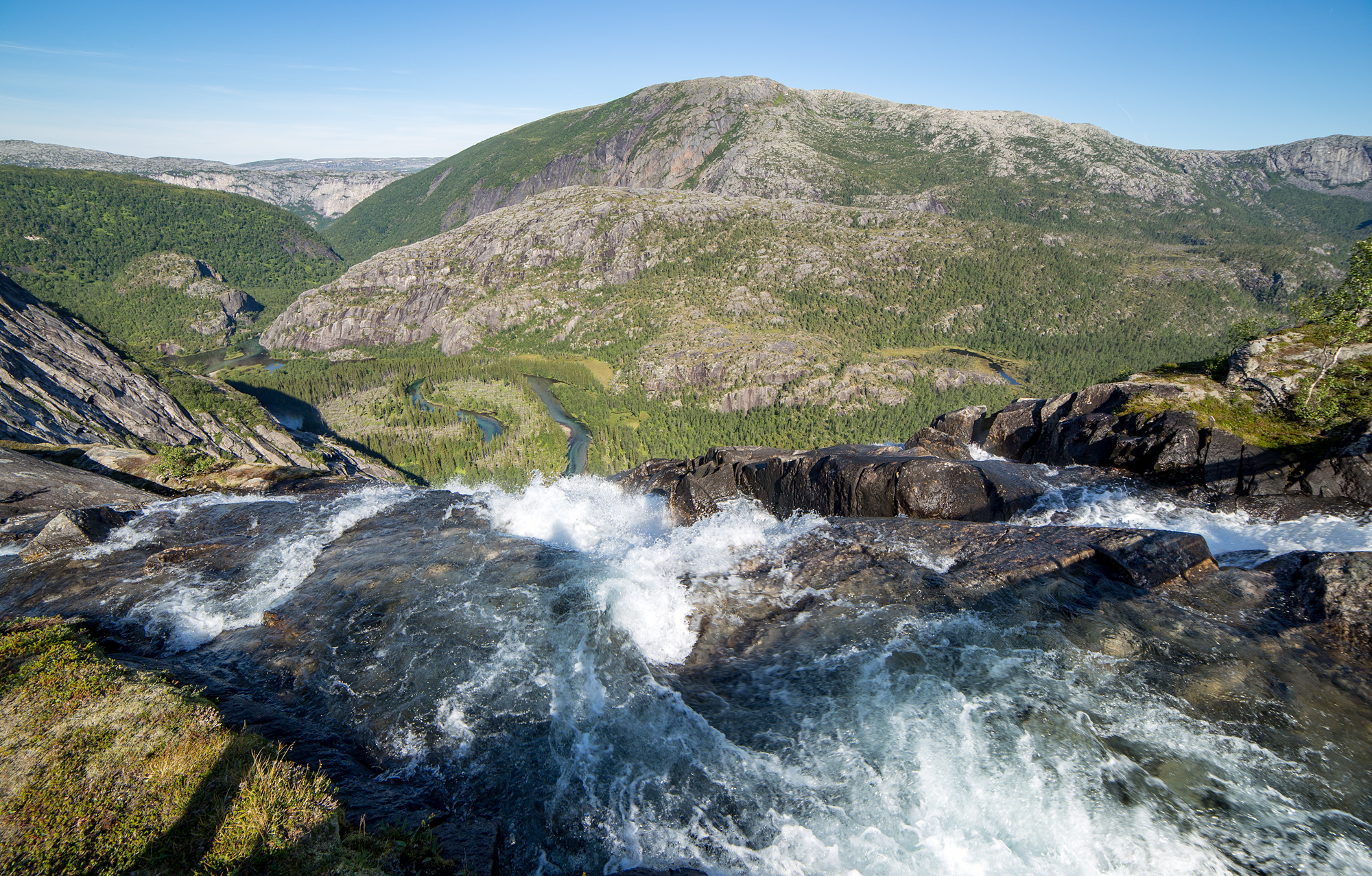
Utloppet från Bassejávrre övergår i ett 200 meter högt vattenfall - Litlverivassforsen.